# Speedtest.net
Speedtest.net是一個網絡測速網站，可以分析當前互聯網連接速度的各項指标，例如上網速率和延迟。Speedtest.net是Ookla推出的产品，Ookla成立于2006年，总部位于美国华盛顿州西雅图。